# Chika Hirao
Chika Hirao (平尾 知佳, Hirao Chika, Matsudo, 31 december 1996) is een Japans voetbalster die als doelvrouw speelt bij Albirex Niigata.

## Carrière

### Clubcarrière
Hirao begon haar carrière in 2014 bij Urawa Reds. Met deze club werd zij in 2014 kampioen van Japan. Ze tekende in 2018 bij Albirex Niigata.

### Interlandcarrière
Hirao nam met het Japans nationale elftal O17 deel aan het WK onder 17 in 2012. Zij nam met het Japans nationale elftal O20 deel aan het WK onder 20 in 2016. Japan behaalde brons op het wereldkampioenschap.
Hirao nam met het Japans vrouwenvoetbalelftal deel aan het Aziatisch kampioenschap 2018, maar zij kwam tijdens dit toernooi niet in actie. Japan behaalde goud op het Aziatisch kampioenschap. Zij maakte op 18 april 2018 haar debuut in het Japans elftal tijdens een wedstrijd tegen Australië. Ze heeft twee interlands voor het Japanse elftal gespeeld.

## Statistieken
| Japans vrouwenvoetbalelftal | Japans vrouwenvoetbalelftal | Japans vrouwenvoetbalelftal |
| Jaar                        | Wed.                        | Dlp.                        |
| --------------------------- | --------------------------- | --------------------------- |
| 2018                        | 1                           | 0                           |
| 2019                        | 1                           | 0                           |
| Totaal                      | 2                           | 0                           |